# Список национальных парков Великобритании
Система национальных парков Великобритании создана для сохранения уникальных ландшафтов и экосистем Англии, Шотландии и Уэльса. В настоящее время (2010 год) в систему входят 15 парков, из которых 10 расположены в Англии, 2 — в Шотландии и 3 — в Уэльсе. Парки Великобритании находятся под управлением Агентства национальных парков (англ. National Park Authority). В Северной Ирландии, не являющейся частью Великобритании, но входящей в Соединённое Королевство, в данный момент национальных парков нет. Несмотря на своё название, британские национальные парки попадают не под II, а под V категорию МСОП.
Ниже представлен список национальных парков Великобритании.

## Англия
| №  | Название       | Оригинальное название | Площадь, км² | Год получения статуса | Изображение |
| -- | -------------- | --------------------- | ------------ | --------------------- | ----------- |
| 1  | Те-Бродс       | The Broads            | 303          | 1988                  |             |
| 2  | Дартмур        | Dartmoor              | 956          | 1951                  |             |
| 3  | Йоркшир-Дейлс  | Yorkshire Dales       | 1769         | 1954                  |             |
| 4  | Норт-Йорк-Мурс | North York Moors      | 1436         | 1952                  |             |
| 5  | Нортамберленд  | Northumberland        | 1049         | 1959                  |             |
| 6  | Нью-Форест     | New Forest            | 580          | 2005                  |             |
| 7  | Лейк-Дистрикт  | Lake District         | 2292         | 1951                  |             |
| 8  | Саут-Даунс     | South Downs           | 1641         | 2010                  |             |
| 9  | Пик-Дистрикт   | Peak District         | 1438         | 1951                  |             |
| 10 | Эксмур         | Exmoor                | 693          | 1954                  |             |

## Шотландия
| № | Название                   | Оригинальное название                                            | Площадь, км² | Год получения статуса | Изображение |
| - | -------------------------- | ---------------------------------------------------------------- | ------------ | --------------------- | ----------- |
| 1 | Лох-Ломонд-энд-те-Троссахс | Loch Lomond and The Trossachs (Loch Laomainn is nan Tròisichean) | 1865         | 2002                  |             |
| 2 | Кэрнгормс                  | Cairngorms (Mhonaidh Ruaidh)                                     | 4528         | 2003                  |             |

## Уэльс
| № | Название        | Оригинальное название                 | Площадь, км² | Год получения статуса | Изображение |
| - | --------------- | ------------------------------------- | ------------ | --------------------- | ----------- |
| 1 | Брекон-Биконс   | Brecon Beacons (Bannau Brycheiniog)   | 2142         | 1957                  |             |
| 2 | Пембрукшир-Кост | Pembrokeshire Coast (Arfordir Penfro) | 620          | 1952                  |             |
| 3 | Сноудония       | Snowdonia (Eryri)                     | 1351         | 1951                  |             |